# Fauville
Fauville – miejscowość i gmina we Francji, w regionie Normandia, w departamencie Eure.
Według danych na rok 1990 gminę zamieszkiwało 327 osób, a gęstość zaludnienia wynosiła 98 osób/km² (wśród 1421 gmin Górnej Normandii Fauville plasuje się na 588. miejscu pod względem liczby ludności, natomiast pod względem powierzchni na miejscu 817).